# The Reincarnation of Benjamin Breeg
The Reincarnation of Benjamin Breeg är en låt och singel av det brittiska heavy metal-bandet Iron Maiden. Den släpptes som första singel till albumet A Matter Of Life And Death den 14 augusti 2006. Låten är skriven av gitarristen Dave Murray, som till en börjar skrev två låtar som basisten Steve Harris sedan la ihop till en. Låten börjar med en lugn instrumental bit och går sedan in i ett högt tempo med snabba riff. 
Den 2 augusti 2006 förhandsvisades omslaget på Iron Maidens officiella webbplats.  
Två versioner släpptes, en CD-singel med två låtar, dels The Reincarnation of Benjamin Breeg och Hallowed Be Thy Name från Radio 1 Legends Session. Eftersom singeln är över sju minuter lång så kunde den inte kunna komma in på vissa topplistor, bland annat Storbritanniens. 
Den andra versionen är en 7" vinylskiva med tre stycken låtar, The Reincarnation of Benjamin Breeg och även The Trooper och Run to the Hills, de två sista även de från radioprogrammet Radio 1 Legends Session. Ett tryckfel uppstod på omslaget och själva skivan där det står att skivan ska spelas i 33,3 RPM. Detta är för sakta och den ska egentligen spelas i 45 RPM.
Omslaget till singeln släppets tidigt på nätet men blev aldrig bekräftat att det var rätt omslag av Iron Maiden. Den 2 augusti släpptes en högupplöst bild av omslaget som bekräftade att det var rätt. Omslaget till singeln är målad av Melvyn Grant.

## Videon
Den 17 juni släppte Iron Maiden först videon till den första singeln The Reincarnation of Benjamin Breeg på sin officiella webbplats. Först fick bara medlemmar i deras fanclub bara tillgång till videon, men någon timme senare kunde alla ta del av videon på deras sajt. Videon visar blandade bilder från bandets historia (som i videon till låten Wasted Years) samtidigt som man ser bandet spela låten "live" i en studio.

## Benjamin Breeg
På omslaget syns Eddie som gräver upp graven där Benjamin Breeg ligger, och på hans gravsten kan man läsa, "Aici zace un om despre care nu se ştie prea mult". Meningen är på rumänska och som kan översättas till "Här ligger en man som mycket lite är känt om". Identiteten om karaktären hålls hemligt av bandet. Steve Harris har sagt detta om Benjamin Breeg i en intervju med tidningen Kerrang: "Vem Benjamin Breeg är? Ha Ha. Det säger jag inte."
Den här påhittade karaktären har blivit ett stort marknadsföringsredskap för bandet. De skapade även en särskild webbplats om mysteriet kring honom.

## Låtlista

### CD
1. The Reincarnation of Benjamin Breeg - 7:21
2. Hallowed Be Thy Name (Radio 1 'Legends' Session)

### 7" picture disc
1. The Reincarnation of Benjamin Breeg - 7:21
2. Run to the Hills (Radio 1 'Legends' Session)
3. The Trooper (Radio 1 'Legends' Session)

## Banduppsättning
- Bruce Dickinson - sång
- Adrian Smith - gitarr
- Dave Murray - gitarr
- Janick Gers - gitarr
- Steve Harris - bas
- Nicko McBrain - trummor